# Velocidade de fluxo
Na mecânica do contínuo, a velocidade de fluxo na dinâmica dos fluidos, também velocidade macroscópica na mecânica estatística, ou velocidade de deriva no eletromagnetismo, é um campo vetorial usado para descrever matematicamente o movimento de um contínuo. O comprimento do vetor da velocidade de fluxo é escalar, a velocidade (escalar) de fluxo. Ela também é chamada de campo de velocidade e, quando avaliada ao longo de uma reta, é chamada de perfil de velocidade (como, por exemplo, na Lei da parede).

## Definição
A velocidade de fluxo u de um fluido é um campo vetorial
{\displaystyle \mathbf {u} =\mathbf {u} (\mathbf {x} ,t)}
que dá a velocidade de um elemento de fluido em uma posição {\displaystyle \mathbf {x} \,}, e tempo {\displaystyle t}.
A velocidade (escalar) de fluxo q é o comprimento do vetor da velocidade de fluxo
{\displaystyle q=\|\mathbf {u} \|}
e é um campo escalar.

## Usos
A velocidade de fluxo de um fluido descreve efetivamente tudo sobre o movimento de um fluido. Muitas propriedades físicas de um fluido podem ser expressas matematicamente em termos da velocidade de fluxo. Seguem alguns exemplos comuns:

### Fluxo constante
O fluxo de um fluido é dito constante se {\displaystyle \mathbf {u} } não varia com o tempo. Isso é se:
{\displaystyle {\frac {\partial \mathbf {u} }{\partial t}}=0}

### Fluxo incompressível
Se um fluido é incompressível, a divergência de {\displaystyle \mathbf {u} } é zero:
{\displaystyle \nabla \cdot \mathbf {u} =0}
Isto é, se {\displaystyle \mathbf {u} } é um campo vetorial solenoidal.

### Fluxo irrotacional
Um fluxo é irrotacional se o rotacional de {\displaystyle \mathbf {u} } for zero:
{\displaystyle \nabla \times \mathbf {u} =0}
Ou seja, se {\displaystyle \mathbf {u} } é um campo vetorial irrotacional.
Um fluxo em um domínio simplesmente conectado que é irrotacional pode ser descrito como um fluxo de potencial, através do uso de um potencial de velocidade {\displaystyle \Phi }, com {\displaystyle \mathbf {u} =\nabla \Phi }. Se o fluxo for irrotacional e incompressível, o Laplaciano do potencial de velocidade deve ser zero: {\displaystyle \Delta \Phi =0}.

### Vorticidade
A vorticidade, {\displaystyle \omega }, de um fluxo pode ser definida em termos de sua velocidade de fluxo por:
{\displaystyle \omega =\nabla \times \mathbf {u} }
Se a vorticidade for zero, o fluxo é irrotacional.

## O potencial de velocidade
Se um fluxo irrotacional ocupa uma região de fluido simplesmente conectada, então existe um campo escalar {\displaystyle \phi } tal que:
{\displaystyle \mathbf {u} =\nabla \mathbf {\phi } }
O campo escalar {\displaystyle \phi } é chamado de potencial de velocidade para o fluxo. (Ver Campo vetorial irrotacional.)

## Velocidade bruta
Em muitas aplicações de engenharia, o campo vetorial da velocidade de fluxo local {\displaystyle \mathbf {u} } não é conhecido em todos os pontos e a única velocidade acessível é a velocidade bruta ou velocidade de fluxo média {\displaystyle {\bar {u}}} (com a dimensão habitual de duração por tempo), definida como o quociente entre a razão da taxa de fluxo volumétrico {\displaystyle {\dot {V}}} (com dimensão de comprimento cúbico por tempo) e a área da seção transversal {\displaystyle A} (com dimensão de comprimento quadrado):
{\displaystyle {\bar {u}}={\frac {\dot {V}}{A}}}